# Herbrand-Interpretation
In der mathematischen Logik ist eine Herbrand-Interpretation einer Sprache der Logik erster Stufe mit Signatur {\displaystyle {\mathcal {S}}} eine {\displaystyle {\mathcal {S}}}-Interpretation {\displaystyle {\mathcal {I}}=(U,I)}, bei der das Universum {\displaystyle U} das Herbrand-Universum über {\displaystyle {\mathcal {S}}}, d. h. die Menge aller Terme ohne Variablen, ist, und jeder Term „durch sich selbst“ interpretiert wird. Somit lässt sich eine Herbrand-Interpretation vollständig durch die Angabe der Interpretation der Relationssymbole beschreiben.
Formal wird jedes Funktionssymbol {\displaystyle f\in {\mathcal {S}}} durch die Funktion {\displaystyle f^{I}\colon U\to U;\ t\mapsto f(t)} interpretiert. Die Menge {\displaystyle HB} der einfachen Aussagen heißt Herbrand-Basis zu {\displaystyle {\mathcal {S}}}. Die Interpretation der Relationssymbole ist nun vollständig spezifiziert durch eine Teilmenge {\displaystyle {\mathcal {A}}\subseteq HB} der Herbrand-Basis, wobei jedes {\displaystyle n}-stellige Relationssymbol {\displaystyle R\in {\mathcal {S}}} durch die Relation {\displaystyle R^{I}=\{(t_{1},\dotsc ,t_{n})\in U^{n}\mid R(t_{1},\dotsc ,t_{n})\in {\mathcal {A}}\}} interpretiert wird.

## Beispiel
Enthalte die Signatur {\displaystyle S} nur das Konstantensymbol {\displaystyle a} und das Funktionssymbol {\displaystyle f}. Das zugehörige Herbrand-Universum ist {\displaystyle D\left({\mathcal {S}}\right)=\{a,f(a),f(f(a)),...\}}. Dann lautet die Zuordnung zwischen Funktionssymbolen und Elementen aus dem Universum:
{\displaystyle f^{I}(a)=f(a)}
{\displaystyle f^{I}(f(a))=f(f(a))}
{\displaystyle f^{I}(f(f(a)))=f(f(f(a)))}
...